# Jay Vincent
Jay Fletcher Vincent (ur. 10 czerwca 1959 w Kalamazoo) – amerykański koszykarz, skrzydłowy, przedsiębiorca.
W sierpniu 2010 roku wykryto, że firma Vincenta, zarejestrowana w East Lansing (Michigan), brała udział w oszustwie finansowym. Zarzucono jej oszukanie ponad 18 000 obywateli z terenu całego kraju oraz defraudację ponad miliona dolarów. Na podstawie zarzutów został skazany oficjalnym wyrokiem na pięć i pół roku pozbawienia wolności. Ma zostać zwolniony w lipcu 2016 roku. Pracuje nad dwoma książkami ("United States vs. Jay Vincent: Prison — Survive or Die" oraz "NBA Secrets"), za prawa do których ma otrzymać łącznie 14,2 miliona dolarów.

## Osiągnięcia
NCAA
- Mistrz NCAA (1979)[2]
- Uczestnik rozgrywek Elite 8 turnieju NCAA (1978, 1979)
- Mistrz sezonu zasadniczego konferencji Big 10 (1978, 1979)
- Zaliczony do III składu All-American (przez AP – 1981)[3]

Włochy
- Finalista:
  - ligi włoskiej (1991)
  - Pucharu Włoch (1991)

NBA
- Wybrany do I składu debiutantów NBA (1982)[4]
- Debiutant miesiąca NBA (luty 1982)[5]
- Zawodnik tygodnia NBA (14.02.1982)[3]